# La Libertad, Guayas
La Libertad är en ort i Ecuador.   Den ligger i provinsen Guayas, i den västra delen av landet, 300 km sydväst om huvudstaden Quito. La Libertad ligger 28 meter över havet och antalet invånare är 75 881.
Terrängen runt La Libertad är platt. Havet är nära La Libertad åt nordväst. Runt La Libertad är det tätbefolkat, med 459 invånare per kvadratkilometer. La Libertad är det största samhället i trakten. Runt La Libertad är det i huvudsak tätbebyggt.